# Свон (Ајова)
Свон (енгл. Swan) град је у америчкој савезној држави Ајова. По попису становништва из 2010. у њему је живело 72 становника.

## Демографија
Према попису становништва из 2010. у граду је живело 72 становника, што је -49 (-40.5%) становника више него 2000. године.
| Група             | 2000.        | 2010.      |
| Белци             | 121 (100.0%) | 65 (90,3%) |
| Афроамериканци    | 0 (0,0%)     | 3 (4,2%)   |
| Азијати           | 0 (0,0%)     | 0 (0,0%)   |
| Хиспаноамериканци | 0 (0,0%)     | 3 (4,2%)   |
| Укупно            | 121          | 72         |